# (7902) Hanff
(7902) Hanff ist ein Asteroid des äußeren Hauptgürtels, der am 18. April 1996 vom belgischen Astronomen Eric Walter Elst am La-Silla-Observatorium (IAU-Code 809) der Europäischen Südsternwarte entdeckt wurde.
Der Asteroid ist Mitglied der Koronis-Familie, einer Gruppe von Asteroiden, die nach (158) Koronis benannt ist.
Der Himmelskörper wurde nach dem deutschen Organisten und Komponisten der Norddeutschen Orgelschule Johann Nicolaus Hanff (1663–1711) benannt.